# Kanton Campagnac
Der Kanton Campagnac war bis 2015 ein französischer Wahlkreis im Département Aveyron und in der Region Midi-Pyrénées. Er umfasste fünf Gemeinden im Arrondissement Millau; sein Hauptort (frz.: chef-lieu) war Campagnac. Die landesweiten Änderungen in der Zusammensetzung der Kantone brachten im März 2015 seine Auflösung.

## Geografie
Der Kanton Campagnac war 128,03 km2 groß und hatte 1802 Einwohner (Stand 2012). Er lag im äußersten Osten des Départements Aveyron.

## Gemeinden
| Gemeinde                | Einwohner (Stand: 2022) | Code postal | Code Insee |
| ----------------------- | ----------------------- | ----------- | ---------- |
| Campagnac               | 437                     | 12560       | 12047      |
| La Capelle-Bonance      | 91                      | 12130       | 12055      |
| Saint-Laurent-d’Olt     | 631                     | 12560       | 12237      |
| Saint-Martin-de-Lenne   | 334                     | 12130       | 12239      |
| Saint-Saturnin-de-Lenne | 325                     | 12560       | 12247      |